# Малое Пуглозеро
Малое Пуглозеро — озеро на территории Ругозерского сельского поселения Муезерского района Республики Карелии.

## Общие сведения
Площадь озера — 1,1 км². Располагается на высоте 131,6 метров над уровнем моря.
Форма озера лопастная, подковообразная, продолговатая: оно вытянуто с северо-запада на юго-восток. Берега каменисто-песчаные, преимущественно заболоченные.
Через озеро протекает река Унга, впадающая в реку Онду, втекающую, в свою очередь, в Нижний Выг.
К западу от озера проходит лесовозная дорога.
Код объекта в государственном водном реестре — 02020001311102000008104.